# Tian
Tianul este un compus heterociclic hexaciclic cu sulf cu formula chimică (CH2)5S. Este omologul superior al tiolanului.

## Obținere
Tianul se obține în urma reacției dintre sulfura de sodiu și 1,5-dibromopentan.
Br-(CH2)5-Br + Na2S → (CH2)5S + 2NaBr